# Our Farewell
Our Farewell este primul single extras de către formația olandeză de metal simfonic, Within Temptation de pe albumul Mother Earth. Din pricina slabei difuzări la posturile radio, piesa nu a obținut nicio poziție în topurile din Olanda.